# هيلفاوت
هيلفاوت (بالفرنسية: Helfaut)‏ هي بلدية تقع في إقليم باد كاليه من منطقة نور با دو كاليه في شمال فرنسا. تبلغ مساحة هذه المدينة 8.92 (كم²)، وترتفع عن سطح البحر 92 م، يبلغ عدد سكانها 1744 نسمة حسب إحصاء المعهد الوطني للإحصاء والدراسات الاقتصادية سنة 2009 م. وترأس Brigitte Leblond البلدية خلال فترة (2008-2014).